# Nations Cup 2009
La Nations Cup del 2009 fue la 4.ª edición del torneo. Ese año, la disputaron las selecciones secundarias de Escocia, Francia e Italia y las principales de Rumania, Rusia y Uruguay. Transcurrido las 3 fechas el equipo representante de Escocia se coronó campeón al vencer a su similar de Francia por 22 - 12
Los partidos se llevaron a cabo en el Stadionul Arcul de Triumf de Bucarest, Rumania.

## Equipos participantes
- Selección de rugby de Escocia A (Escocia A)
- Selección de rugby de Francia A (Francia A)
- Selección de rugby de Italia A (Italia A)
- Selección de rugby de Rumania (Los Robles)
- Selección de rugby de Rusia (Los Osos)
- Selección de rugby de Uruguay (Los Teros)

## Posiciones
| Pos. | Equipo    | Encuentros | Encuentros | Encuentros | Encuentros | Tantos  | Tantos    | Tantos     | Puntos Bonus | Puntos Totales |
| Pos. | Equipo    | jugados    | ganados    | empatados  | perdidos   | a favor | en contra | diferencia | Puntos Bonus | Puntos Totales |
| ---- | --------- | ---------- | ---------- | ---------- | ---------- | ------- | --------- | ---------- | ------------ | -------------- |
| 1    | Escocia A | 3          | 3          | 0          | 0          | 98      | 22        | + 76       | 1            | 13             |
| 2    | Italia A  | 3          | 2          | 0          | 1          | 74      | 47        | + 27       | 1            | 9              |
| 3    | Francia A | 3          | 2          | 0          | 1          | 63      | 53        | + 10       | 1            | 9              |
| 4    | Rumania   | 3          | 1          | 0          | 2          | 46      | 55        | - 9        | 1            | 5              |
| 5    | Rusia     | 3          | 1          | 0          | 2          | 110     | 71        | - 39       | 1            | 5              |
| 6    | Uruguay   | 3          | 0          | 0          | 3          | 40      | 73        | - 33       | 2            | 2              |

Nota: Se otorgan 4 puntos al equipo que gane un partido y 2 al que empate
Puntos Bonus: 1 punto por convertir 4 tries o más en un partido y 1 al equipo que pierda por no más de 7 tantos de diferencia

## Resultados

### Primera fecha
| 12 de junio | Italia A | 15 - 31 | Francia A |  |  |
|             |          | Reporte |           |  |  |

| 12 de junio | Escocia A | 49 - 7  | Rusia |  |  |
|             |           | Reporte |       |  |  |

| 12 de junio | Uruguay | 11 - 17 | Rumania |  |  |
|             |         | Reporte |         |  |  |

### Segunda fecha
| 16 de junio | Escocia A | 27 - 3  | Uruguay |  |  |
|             |           | Reporte |         |  |  |

| 16 de junio | Italia A | 35 - 3  | Rusia |  |  |
|             |          | Reporte |       |  |  |

| 16 de junio | Francia A | 20 - 6  | Rumania |  |  |
|             |           | Reporte |         |  |  |

### Tercera fecha
| 21 de junio | Rusia | 29 - 26 | Uruguay |  |  |
|             |       | Reporte |         |  |  |

| 21 de junio | Italia A | 24 - 13 | Rumania |  |  |
|             |          | Reporte |         |  |  |

| 21 de junio | Francia A | 12 - 22 | Escocia A |  |  |
|             |           | Reporte |           |  |  |

| Bandera de Escocia |
| Campeón Escocia A  |
| Primer título      |